# NGC 1640
NGC 1640 este o galaxie spirală situată în constelația Eridanul. A fost descoperită în 1885 de către Ormond Stone⁠(d).